# Биастофилија
Биастофилија (од грчке речи biastes, „ силоватељ“ + φιλια / philia, „ пријатељство “ или „ љубав “) и њен латински синоним раптофилија (од латинског rapere, „уграбити“) или парафилно силовање   је врста парафилије у којој је особа сексуално узбуђена мислима о нападу сексуалне или несексуалне природе напада особу која то не жели (на пример силовање) Биастофилија се разликује од агонофилије по томе што се силовање врши стварно, без пристанка партнера. У већини случајева, биастофилу карактерише борба и отпор жртве изазван насиљем, а сексуално узбуђење постаје зависно од сексуалног напада на непознату особу која на то не пристаје, изненађена је, преплашене и која се снажно бори.  Ако жртва лако попусти, силоватељи губе интересовање за њу.

## Опште информације
Силовање се првенствено сматра злочином против сексуалног интегритета. Ако је силовање једини начин да појединац добије сексуално задовољство, оно испуњава критеријуме парафилије, односно поремећаја сексуалне преференције.   
Када је реч о биастофилији, кључна карактеристика ове парафилије је сламање воље сексуалног објекта. Ова врста понашања је и нека врста стратегије за преношење гена на следећу генерацију, кроз који силоватељ имаприлику да се широко распростире упркос својој друштвеној непожељности.  
Сексуално задовољство у овој парафилији потиче од страха и отпора жртве. Ову врсту силовања чине  нормофилни мушкарци (мушкарци који се у сексуалној пракси не сматрају сексуално девијантним... осим силовања, наравно), којима је главни извор сексуалног узбуђења стварни страх, изненађење и отпор жртве.
Иако биастофил не мора да значи да је особа некога силовала, већ значи и да она има порив и жељу за тим.  Неки речници појмове сматрају синонимима, док други разликују раптофилију као парафилију у којој сексуално узбуђен реагује на стварно силовање жртве.  
Извор узбуђења код ових парафилија је ужаснути отпор жртве нападу,  и у том погледу се сматра обликом сексуалног садизма.
Под називом парафилни коерцитивни поремећај, ова дијагноза је предложена за укључивање у ДСМ-5. Ова дијагноза, под називом парафилно силовање, предложена је и одбачена у ДСМ-3-Р.  Критикован је због немогућности да се поуздано направи разлика између парафилних силоватеља и непарафилних силоватеља, а због ове дијагнозе, под термином Парафилијаа НОС (није другачије назначено), непристанак је коришћен у вези са сексуално насилном особом/предатором.
Уместо тога, стандардни концепт у чехословачкој сексологији је патолошка сексуална агресивност . Овај термин се снажно разликује од садизма. Овај поремећај се схвата као аномалија координације система сексуалне мотивације (ССМ), „поремећај удварања “ према Курту Фројнду или парафилија расељавања Џона Мониј , или недостајући сегмент ССМ.